# やる夫
やる夫（やるお）は2ちゃんねるやインターネット上に広まった、アスキーアートのキャラクター。
この項目ではやる夫を始めとするアスキーアートを用い、インターネット掲示板上でストーリー仕立ての作品を展開する、いわゆるやる夫スレについても記述する。

## アスキーアートキャラクターとしてのやる夫
「やる夫」のアスキーアートが誕生したのは、2005年の12月1日に「⊂二二二（　＾ω＾）二⊃ﾌﾞｰﾝのガイドライン6」にて内藤ホライゾンの顔である「（　＾ω＾）」のアップを表したAAが始まりである
その後2006年7月8日、2ちゃんねるのニュース速報板に立てられた「だからニュー速でやるお！のガイドライン」の1レス目で、「本当はニュース速報VIPにスレッドを立てたいけど、そこでは相手をしてもらえないため、通常のニュース速報板でスレッド立てを行うキャラクター」として登場した。
その時点では名無しのキャラクターであり、ディックヘッドなどと呼ばれていたが、「そろそろこいつの名前決めようぜ」スレにてニュー速やるおと命名されて以降は多少の表記ゆれはあるもののその名前が使われ続けることとなった。。
以降、「ウザさ」をもったキャラクターとして使用され、2ちゃんねるやまとめサイトを通じて知られるようになった。NTTレゾナントの2009年「インターネット上で頻繁に見かけるが、意味がわからない用語に関するランキング」第4位。
ペニスのAAにやる夫の顔を付けたAAが横顔として扱われて誕生したやらない夫（やらないお）などの派生のキャラクターも生まれている。

### AAによる表現
```
　 　 　　　＿＿＿_ 
　 　　　／　　 　 　＼ 
　　　／　 _ノ 　ヽ､_　 ＼ 
　 ／ oﾟ(（●）) (（●）)ﾟo ＼ 　ほんとはVIPでやりたいんだお… 
　 |　　　　 （__人__）　　　　| 
　 ＼　　 　 ｀ ⌒´ 　 　 ／ 

　 　 　　　＿＿＿_ 
　 　　　／　　 　 　＼ 
　　　／　 _ノ 　ヽ､_　 ＼ 
　 ／ 　oﾟ⌒　　　⌒ﾟo　 ＼ 　でもVIPPERはクオリティ高いスレしか相手してくれないお･･･ 
　 |　　　　 （__人__）　　　　|　　 
　 ＼　　 　 ｀ ⌒´ 　 　 ／ 

　 　 　　　＿＿＿_ 
　 　　　／⌒　　⌒＼ 
　　　／（ ●） 　（●）＼ 
　 ／::::::⌒（__人__）⌒::::: ＼ 　　だからニュー速でやるお! 
　 |　　　　　|r┬-|　　　　　| 
　 ＼ 　　 　 `ー'´ 　 　 ／

```

### 派生キャラクター

#### ビッブ・デ・やらない夫
```
　　 ／￣￣＼ 
　／　　 _ノ　　＼ 
　|　　　 （ ●）（●） 
.　|　　　　 （__人__）　　 Wikipediaって性文化の記事が充実しすぎだろ…
　 |　　　　　｀ ⌒´ﾉ　　　 常識的に考えて…
.　 |　　　　　　 　 } 
.　 ヽ　　　　　 　 } 
　　 ヽ　　　　　ノ　　　　　　　　＼ 
　　　/　　　 く　　＼　　　　　　　 ＼ 
　　　|　　　　 ＼ 　 ＼ 　 　　　　　　＼ 
　 　 |　　　　|ヽ、二⌒)､　 　 　　　　　 ＼ 

　　　／￣￣＼ 
　／　　 _ノ　　＼ 
　|　　　（ ●）（●） 　＜おっと、それ以上は言うなよ… 
.　|　　　　 （__人__）＿＿＿_ 
　 |　　　　　｀ ⌒／ ─'　'ー＼ 
.　 |　　 　 　　／（ ○） 　（○）＼ 
.　 ヽ　　 　 ／　　⌒（n_人__）⌒ ＼ 
　　 ヽ　　　|、　　　　（　　ヨ　　　　|　そりゃあ創設者からして元アダルトサイtむぐっ・・・ 
　　　/　　 　`ー─－　　厂　　　／ 
　　　|　　 ､ ＿ 　　__,,／　　　　 ＼
```

#### パーソク・デ・できる夫
```
　 　 　 　　　＿＿＿_
　 　 　　　／　　　　　＼
　 　　　／　⌒　　　⌒　＼
　 　 ／ 　 （●） 　（●）　　＼　本当はVIPでやりたいのです
　 　|　　　　　　__´___　　　　. |
　　　＼ 　　 　 `ー'´ 　 　 ／

　 　 　 　　　＿＿＿_
　 　 　　　／　　　　　＼
　 　　　／　⌒　　　⌒　＼
　 　 ／ 　 （⌒） 　（⌒）　　＼　でもVIPPERは品質の高いスレッドしか相手にしてくれません
　 　|　　　　　　__´___　　　　. |
　　　＼ 　　 　 `ー'´ 　 　 ／

　 　 　 　　　＿＿＿_
　 　 　　　／　　　　　＼
　 　　　／　⌒　　　⌒　＼
　 　 ／ 　 （●） 　（●）　　＼　ですからニュー速でやりましょう!　 　
　　 |　　　　　　__´___　　　　. |
　　　＼ 　　 　 `ー'´ 　 　 ／

```

#### オプーナ
コーエーから発売されたWii用RPGソフト『オプーナ』の主人公、「オプーナ」をモチーフとしたキャラクター。
奇抜な主人公のデザインと、50万本という初出ソフトにしては大きすぎる目標数字を出されたり、発売日が『スーパーマリオギャラクシー』とバッティング（2007年9月27日の予定を11月1日に延期）したことも含めたネタ性（売れそうにもないこと）から、やる夫の派生AAとして発展した。ハード・業界板の■ソフト売上を見守るスレッドvol.1761■でスレッド住人が作成したものが初出と思われる。
顔はやる夫のアレンジであるため、本家オプーナと区別して、やるオプーナと呼ばれることもある。
```
　　　　　|┃三　　　　　　　 ／￣＼
　　　　　|┃ 　　　　　　　　|　　　 　|
　　　　　|┃　　　　　　　 　 ＼＿／
　ｶﾞﾗｯ.　|┃　　　　　　 　 　 　|
　　　　　|┃　 ﾉ//　　　.／￣￣￣ ＼
　　　　　|┃三　　　　／　 ::＼:::／::::　＼
　　　　　|┃ 　　　 ／　 <●>::::::<●>　　＼
　　　　　|┃　 　　 |　　　　（__人__）　　 　　|　　
　　　　　|┃三　　 ＼　　　 ｀ ⌒´　　　　／
　　　　　|┃三　　 ／￣￣￣￣￣￣￣ ＼

　　　　　　　　 ／￣＼ 
　　　　　　　　|　　　 　| 
　　　 　　　　　＼＿／ 
　　　　　　　　　　| 
　　　　　 　／ ￣ ￣　＼ 
　　　　　／　　＼　／　　＼ 
　　　 ／　　 ⌒　　　⌒ 　　＼　　　　　　よくぞこの項目を開いてくれた 
　　　 |　　　　（__人__）　　 　　|　　　　　　褒美としてオプーナを買う権利をやる 
　　　 ＼　　　 ｀ ⌒´　　　　／　　　☆ 
　　　　/ヽ､--ー､＿＿,-‐´　＼─／ 
　　 ／　> 　　ヽ▼●▼<＼　　||ｰ､. 
　 / ヽ､　　　＼ i　|｡|　|/　 ヽ　(ニ､｀ヽ. 
　.l　　　ヽ 　　　 l　|｡|　| ｒ-､y　｀ﾆ　 ﾉ ＼ 
　l　　　　 |　　 　|ー─ | ￣ l 　　｀~ヽ＿ノ＿＿＿_ 
　　　　／￣￣￣￣ヽ-'ヽ--'　　／　オプーナ　 ／| 
　　　.|￣￣￣￣￣￣|／|　　　 |￣￣￣￣￣￣|／| ＿＿＿＿＿＿ 
／￣オプーナ／|　￣|__」／_オプーナ　　／|￣|__,」＿＿_　　　　／| 
|￣￣￣￣￣|／オプーナ￣／￣￣￣￣|／ オプーナ ／|　　／　.| 
|￣￣￣￣￣|￣￣￣￣￣|／l￣￣￣￣|￣￣￣￣￣|／|　／ 
|￣￣￣￣￣￣￣￣￣￣￣￣￣￣￣￣￣￣￣￣￣￣￣| 

```

## やる夫スレ
1990年代末に掲示板が開設された頃から、簡易なアスキーアートを用いたコミュニケーションやコンテンツ制作が盛んであった。2002年には2ちゃんねる上に「AA長編板」が誕生している。
最初期の「やる夫」を用いたストーリー仕立てのスレッドとしては、2007年7月の「刺身の上にタンポポをのせる仕事の採用試験に受かったお！！！！！」が存在する。以降、「やる夫は○○をするようです」というタイトルで多数２ちゃんねるに投稿された。これらやる夫を用いたアスキー後のスレッドは「やる夫シリーズ」や、「やる夫スレ」と呼ばれる。「やる夫スレ」作品には既存のアニメ・漫画作品のアスキーアートも用いられており、作者と読者の距離感が近い、一種の二次創作的コミュニティとなっていった。またアスキーアート表現の進化に伴い、様々な多様性を持った表現も可能になった。作品の種類にはギャグやファンタジー、ラブコメなど、あらゆるジャンルがあり、深い物語性を持つものもある。
2008年頃には歴史や教養などを解説するスレッド「やる夫で学ぶ」シリーズが話題となった。このようなやる夫を用いた解説形式の投稿は2008年にニュース速報(VIP)板に投稿された「やる夫で学ぶ音楽史」が端緒とされる。
またやる夫スレ出身の作家や、スレ作品が小説化・コミカライズ等のメディア展開されたこともある。

### やる夫スレの展開
- 2008年（平成20年）7月4日放送のNHK番組「ザ☆ネットスター!」においてやる夫を用いたAA作品が取り上げられ、主として「やる夫で学ぶサブプライム問題」「やる夫が声優を目指すようです」が紹介された。やる夫、やらない夫ともに声優の若本規夫が朗読した。その後、公式ホームページにも掲載される[9]。しかし、著作物の引用に必要な表記がなかったとして2009年4月1日に削除された[10]。

- 『週刊アスキー』の2008年12月30日号において「2008年ネット事件簿25」という、2008年（平成20年）にネットで起きた様々な出来事についての特集が組まれたが、その中で「やる夫スレが空前のブームになった」と紹介された。また、『週刊アスキー』編集部のおすすめ作品として「やる夫がバトル・ロワイアルに参加させられるようです」「やる夫で学ぶサブプライム問題」「やる夫が徳川家康になるようです」の3つが紹介された。

- 週刊誌『SPA!』の2009年6月9日号にて「ネット上に広がる素人エロ小説」という特集記事が組まれたが、その中で「やる夫が熱い! 感動エロ描写」という記事がつくられた。またその際、「やる夫がセクロスに挑戦するようです」と「やる夫がSM風俗に興味をもったようです」の2つのスレが取り上げられた。

- 2009年8月25日のニコニコ生放送で、イラストレーターの天野喜孝がやる夫のイラストを描いた[11][12][13]。天野流のアレンジが施され、いかつい顔のタンクトップを着た毛深いクリーチャーになっている。
- 2009年（平成21年）8月29日には、2ちゃんねる運営から出版権を取得したワニブックスよりやる夫を用いたAA作品をまとめた本が出版されている。第1巻は「お仕事・業界編」（作者不明）である[14]。
- 2016年にはやる夫スレ出身の作品として『ゴブリンスレイヤー』が出版され[15]、2018年にはアニメ化された。
- 2019年には第26回（2019年度）「松本清張賞」をやる夫スレ出身の作家である坂上泉が受賞[1]。
- 2019年にはやる夫スレの人気作品から、作者の手によって再構成された四作品、『朝比奈若葉と○○な彼氏』・『君は死ねない灰かぶりの魔女』・『クレイジー・キッチン』・『アキトはカードを引くようです』が「掲示板発のコンテンツ」として、KADOKAWAのMF文庫JおよびカドカワBOOKSにてライトノベル・コミカライズされ、出版されている[16][4][1]。